# Documentaristică

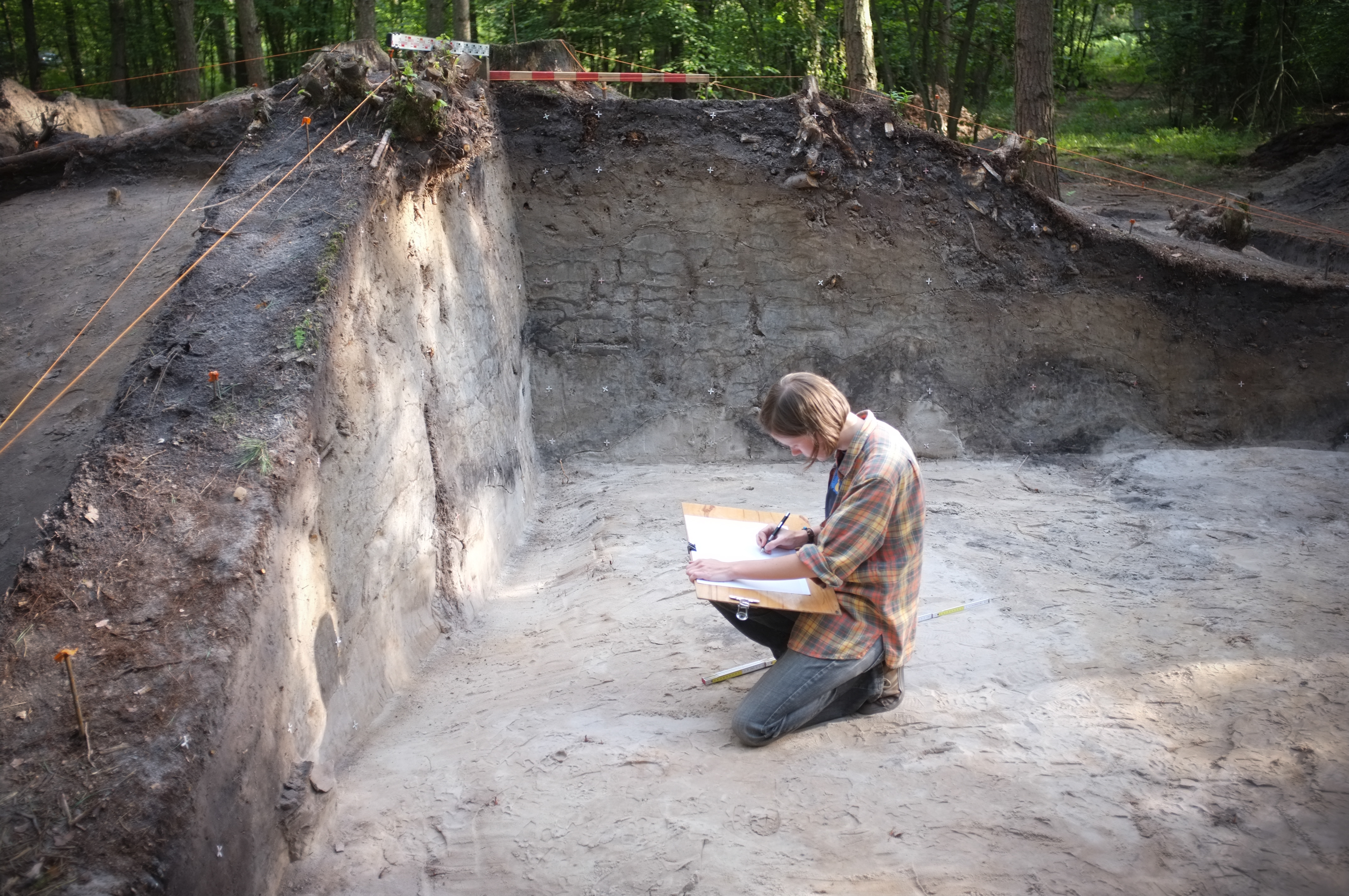
Arheolog care face documentații

Documentaristica sau informarea documentară, ca și arhivistica, are drept sferă de cercetare documentele scrise însă studiază informațiile, datele cuprinse în documente, în publicații, elaborând apoi mijloace de cercetare eficiente de prelucrare analitică și sintetică, de regăsire a datelor și de transmitere a lor cât mai bine la beneficiar.